# Katipunan

Eine Flagge des Katipunan aus dem Jahr 1897

Der Katipunan (traditionelles Baybayin: ᜃᜆᜒᜉᜓᜈ, koloniales Baybayin: ᜃᜆᜒᜉᜓᜈᜈ᜔) war ein nationalistischer Geheimbund auf den Philippinen, der 1892 von Andrés Bonifacio gegründet wurde mit dem Ziel, einen Großteil Luzóns von der spanischen Herrschaft zu befreien. Später kämpfte der Katipunan gegen die neue Kolonialmacht USA. Der Name Katipunan ist die Kurzversion des offiziellen Namens auf Tagalog: Kataas-taasang, Kagalang-galangang Katipunan ng̃ mg̃á Anak ng̃ Bayan (traditionelles Baybayin: ᜃᜆᜀᜆᜀᜐᜃᜄᜎᜄᜎᜅᜃᜆᜒᜉᜓᜈᜋᜅᜀᜈᜊᜌ, koloniales Baybayin: ᜃᜆᜀᜆᜀᜐᜈ᜔ᜃᜄᜎᜅ᜔ᜄᜎᜅᜈ᜔ᜃᜆᜒᜉᜓᜈᜈ᜔ᜅ᜔ᜋᜅᜀᜃ᜔ᜅ᜔ᜊᜌᜈ᜔, deutsch: „höchste und ehrenhafteste Gesellschaft der Landeskinder“) und ist auch unter dem Kürzel KKK bekannt. Das Wort katipunan ist ein Tagalog-Wort für „Gesellschaft“ oder „Versammlung“.

## Gründung und Revolution
Anlass für die Gründung des Katipunans war die Verhaftung führender Mitglieder der Liga Filipina, die von José Rizal gegründet worden war und der neben Bonifacio auch die beiden anderen Gründer Ladislao Diwa und Teodoro Plata angehörten.
Die Entscheidung, den Katipunan zu gründen, wurde an dem Tag getroffen, als die spanische Kolonialregierung Rizals Verbannung nach Dapitan bekanntgab. Die Führer des Katipunan – Diwa, Bonifacio und Plata – versammelten sich am 7. Juli 1892 zusammen mit einigen anderen Mitgliedern der Liga in einem Haus an der Calle Azcarraga (heute Claro M. Recto Avenue) nahe der Calle Elcaño in Tondo, Manila. Bei diesem Treffen wurde Deodato Arellano zum Präsidenten des Katipunan gewählt. Weitere Anwesende waren Valentín Díaz und José Dizon. Diese Männer verpflichteten sich gemeinsam zur geheimen Vorbereitung einer bewaffneten Revolte mit dem Ziel, eine Unabhängigkeit ihres Landes von der spanischen Kolonialherrschaft zu erreichen.

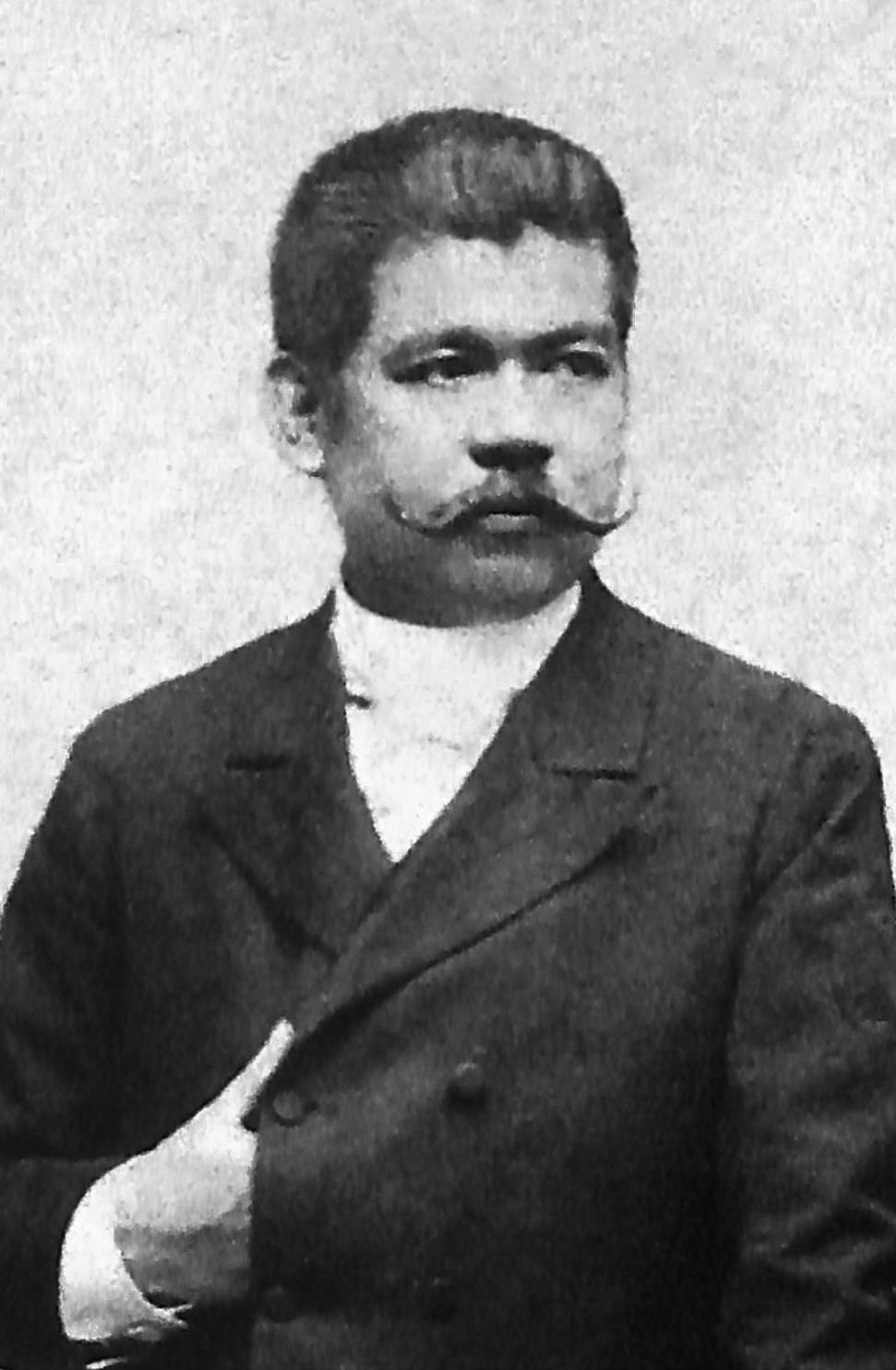
Marcelo H. del Pilar

Der Katipunan und die Cuerpo de Compromisarios waren Nachfolgebewegungen der La Liga Filipina und wurden von den nationalistischen Schriften der Propaganda-Bewegung philippinischer Studenten in Spanien inspiriert. Die Liga, die hauptsächlich aus Intellektuellen bestand, war für friedliche Reformen eingetreten. Die Illutrados und die Propagandabewegung der philippinischen Studenten ihrerseits war auf die Hinrichtung des Gomburza-Trios hin entstanden.
Marcelo H. del Pilar, ein weiterer Führer der Propaganda-Bewegung in Spanien, beeinflusste ebenfalls die Bildung des Katipunan. Einige Historiker sind sogar der Meinung, dass er direkt in die Organisation involviert war aufgrund seiner Rolle in der Propaganda-Bewegung und seiner herausragenden Position bei den philippinischen Freimaurern. Die meisten der Katipunan-Gründer waren Freimaurer. Zudem wurden die Eintrittsrituale des Katipunan von den Freimaurern kopiert, wie auch die Rangordnungen denen dieser Gemeinschaft glichen. Rizals spanischer Biograph Wenceslao Retaña sah die Gestaltung des Katipunan als Del Pilars Sieg über Rizal an. Er schrieb:

José Rizal

La Liga stirbt, und der Katipunan nimmt ihren Platz ein. Del Pilars Plan siegt über den von Rizal.
Del Pilar und Rizal haben das gleiche Ziel, lediglich die Wege dorthin sind verschieden.
Die Unterdrückung der Liga war für Bonifacio der Beweis, dass friedliche Reformen gegen die spanische Herrschaft nutzlos waren. Ein Versammlungsort der Unabhängigkeitsbewegung war die Pamitinan-Höhle; in ihr sind Steinritzungen von acht führenden Mitgliedern des späteren Katipunan erhalten.
Im August 1896 begann die Philippinische Revolution in Manila und seinen Vororten, nachdem der Katipunan von den spanischen Behörden entdeckt worden war. Die Ereignisse um den 23. August werden auf den Philippinen als Sigaw sa Pugad Lawin (deutsch: Ruf des Falkennestes) bezeichnet. Sie verbreitete sich schnell in die Nachbarprovinzen Laguna, Bulacan, Batangas, Cavite, Pampanga, Tarlac, und Nueva Ecija.
Rizal, der für die Katipunan als Ehrenpräsident galt – obwohl er nicht zum Katipunan gehörte – wurde von den Spaniern beschuldigt, Anführer der Revolution zu sein. Nachdem ihn die spanische Kolonialregierung zum Tode verurteilt hatte, wurde er am 30. Dezember 1896 erschossen. Rizal wurde so für die Revolutionäre zum Märtyrer und Mabuhay si Dr. José Rizal (deutsch: „Hoch lebe Dr. José Rizal“) wurde zum Schlachtruf der Revolutionäre, obwohl Rizal eigentlich ein Reformer war, der seinerzeit nur für die Gleichberechtigung der Philippinen innerhalb Spaniens plädiert hatte.

## Machtkämpfe im Katipunan

Emilio Aguinaldo

Während der Revolution kam es zu einer Spaltung zwischen der Magdiwang-Fraktion, die Bonifacio nahestand, und der Magdalo-Fraktion des Generals Emilio Aguinaldo aus Cavite, einem Spross aus einer wohlhabenden Politikerfamilie.
Am 22. März 1897 kam es zu einer Konvention in Tejeros, Cavite, um eine Revolutionsregierung zu bilden. Dort verlor Bonifacio gegen Aguinaldo beim Versuch, Präsident zu werden, und wurde stattdessen als Innenminister gewählt. Als Mitglieder der Magdalo-Fraktion den aus einfachen Verhältnissen stammenden Bonifacio als ungebildet und für die Position des Innenministers ungeeignet darzustellen versuchte, erklärte Bonifacio aufgrund seiner Stellung als Supremo (Führer) des Katipunan die Ergebnisse der Konvention für null und nichtig. Er gründete in Naic, Cavite, zusammen mit seinen Getreuen eine eigene Revolutionsregierung. Bonifacio wurde später auf Befehl von Aguinaldo gefangen genommen und am 10. Mai 1897 exekutiert.

## Waffenstillstand von Biak-na-Bato
Die erste provisorische Republik der Philippinen wurde im Juli 1897 in den Höhlen von Biak-na-Bato von Aguinaldo ausgerufen, die Republik von Biak-na-Bato, und die erste Verfassung der Philippinen am 1. November dort verabschiedet wurde, die am 15. November in Kraft trat. Am 14. Dezember 1897 vereinbarte Aguinaldo in den Höhlen von Biak-na-Bato nach intensiven Kämpfen mit den Spaniern einen Waffenstillstand und die Auflösung der Republik mit dem spanischen Gouverneur. Aguinaldo und 34 andere bekamen von den Spaniern Geld und gingen ins freiwillige Exil nach Hongkong. Der Waffenstillstand hatte jedoch nicht sehr lange Bestand, da nicht alle philippinischen Generäle ihre Waffen abgeben wollten und weiter kämpften. Als 1898 der Spanisch-Amerikanische Krieg ausbrach, kehrte Aguinaldo auf die Philippinen zurück, da er in den USA – nach einigen Gesprächen mit amerikanischen Diplomaten in Hongkong – einen Verbündeten der Philippinen sah. Am 1. Mai 1898 wurde die veraltete spanische Flotte bei der Schlacht in der Bucht von Manila durch die US-Pazifikflotte unter Commodore George Dewey zerstört. Am 12. Juni 1898 erklärte Aguinaldo die Unabhängigkeit der Philippinen und wurde Anfang 1899 zum Präsidenten der ersten philippinischen Republik gewählt.
Mitte 1899 gab die erste philippinische Republik neue Briefmarken mit dem Wappen des Katipunan heraus: ein Dreieck mit der Sonne darin sowie an jeder Seite ein K für Katipunan. Dasselbe Symbol hatten sich die Mitglieder des Katipunan tätowieren lassen.

## Krieg mit Amerika
Ende 1898 wurden im Vertrag von Paris die Philippinen, Puerto Rico und Guam von Spanien an die USA übergeben und der Spanisch-Amerikanische Krieg beendet. Kuba wurde unabhängig, kam jedoch faktisch unter US-Verwaltung. Da die USA die Unabhängigkeit der Philippinen nicht anerkennen wollten, kam es Anfang 1899 zum Philippinisch-Amerikanischen Krieg. 1901 wurde Aguinaldo von amerikanischen Truppen gefangen genommen, 1902 wurde der Krieg von US-Seite offiziell für beendet erklärt.
Im Mai 1903 kam es zu einem Eklat, als während einer Aufführung im Teatro Libertad in Manila die Hauptdarstellerin eine amerikanische Flagge auf den Boden warf, die Flagge des Katipunan zeigte und voraussagte, die Amerikaner würden bald von den Philippinen vertrieben. Daraufhin sprangen etwa 20 Amerikaner auf die Bühne, zerstörten die Requisiten und verjagten die Schauspieler.